# Norba
Norba war eine antike Stadt in Italien, südöstlich von Rom am Südhang der Lepinischen Berge, in der Nähe des heutigen Norma.

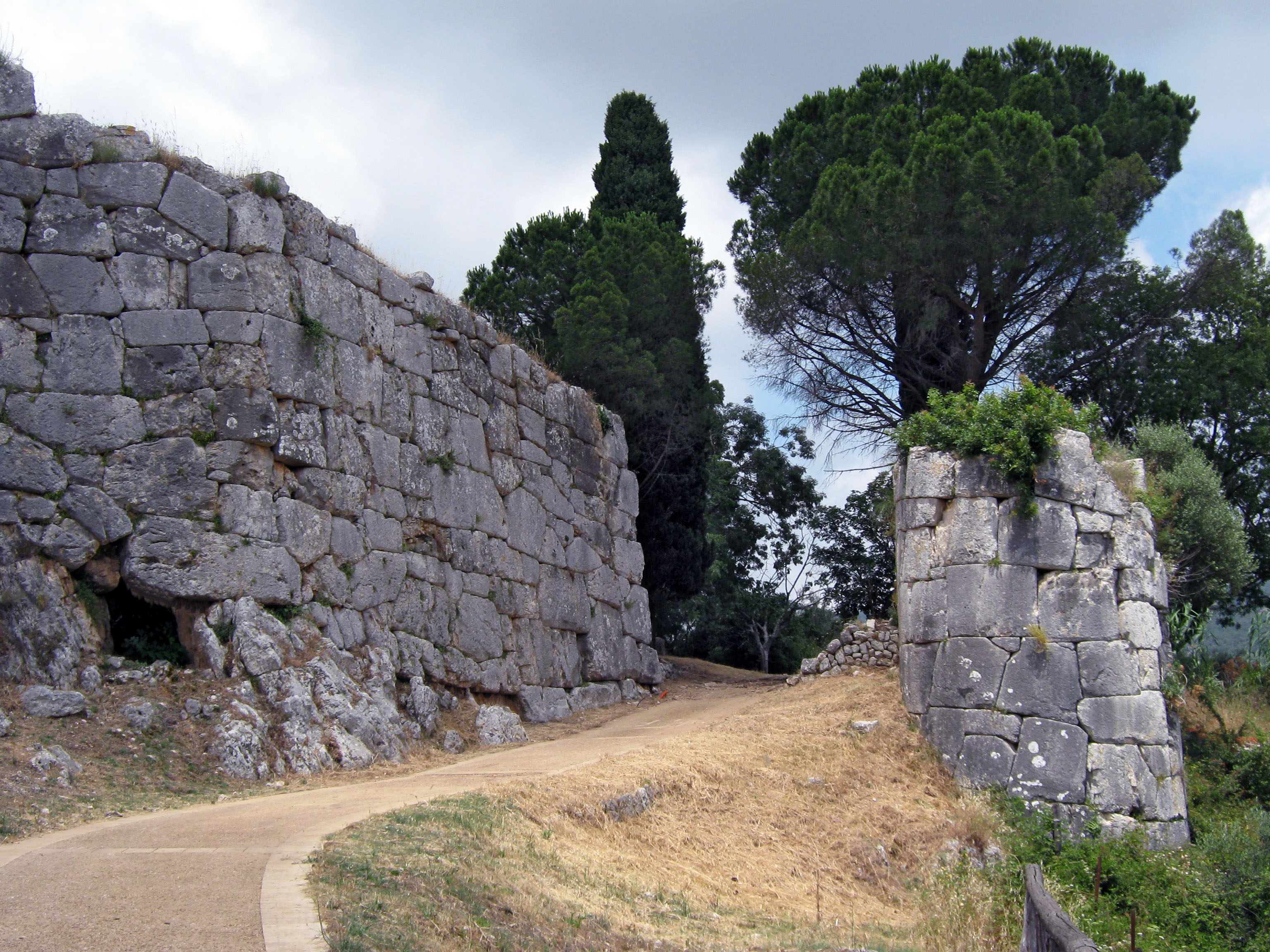
Haupteingang mit Zyklopensteinen

## Geschichte
Die Stadt wurde angeblich bereits 492 v. Chr., vielleicht aber erst im 4. Jahrhundert v. Chr., als latinische Colonia der Römer im Gebiet der Volsker gegründet. Im Jahre 329 v. Chr. wurde Norba von den Volskern aus Privernum, angeführt von Vitruvius Vacca aus Fundi, der gegen die römische Herrschaft rebellierte, geplündert. Die Römer konnten in diesem Aufstand aber letztlich die Oberhand behalten, Vacca fand den Tod.

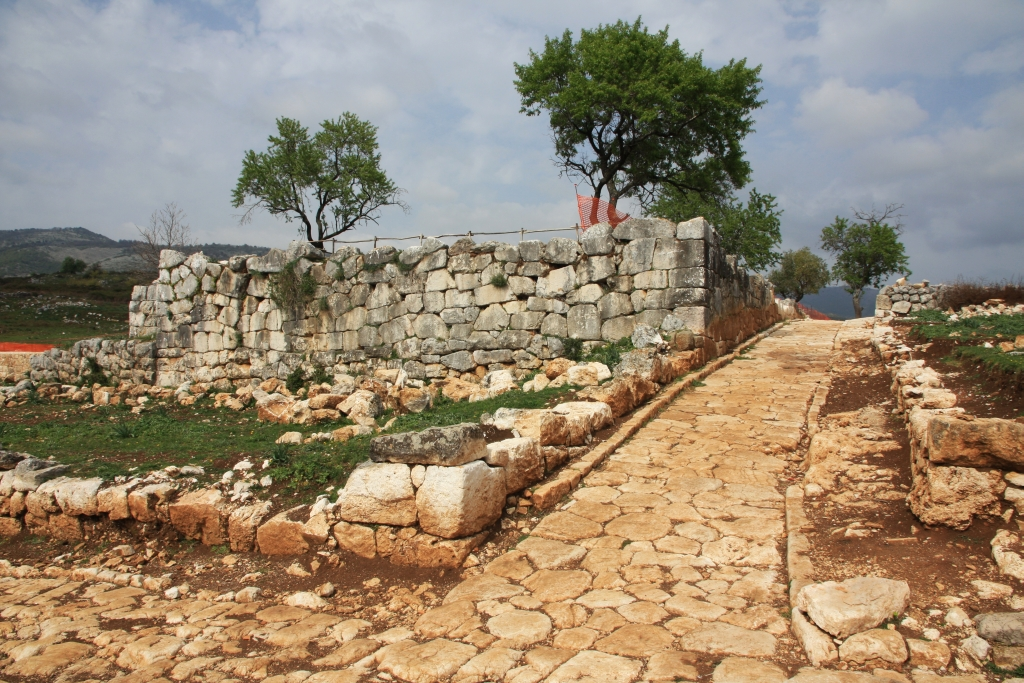
Neue Ausgrabungen in Norba, Ansicht im Frühjahr 2012

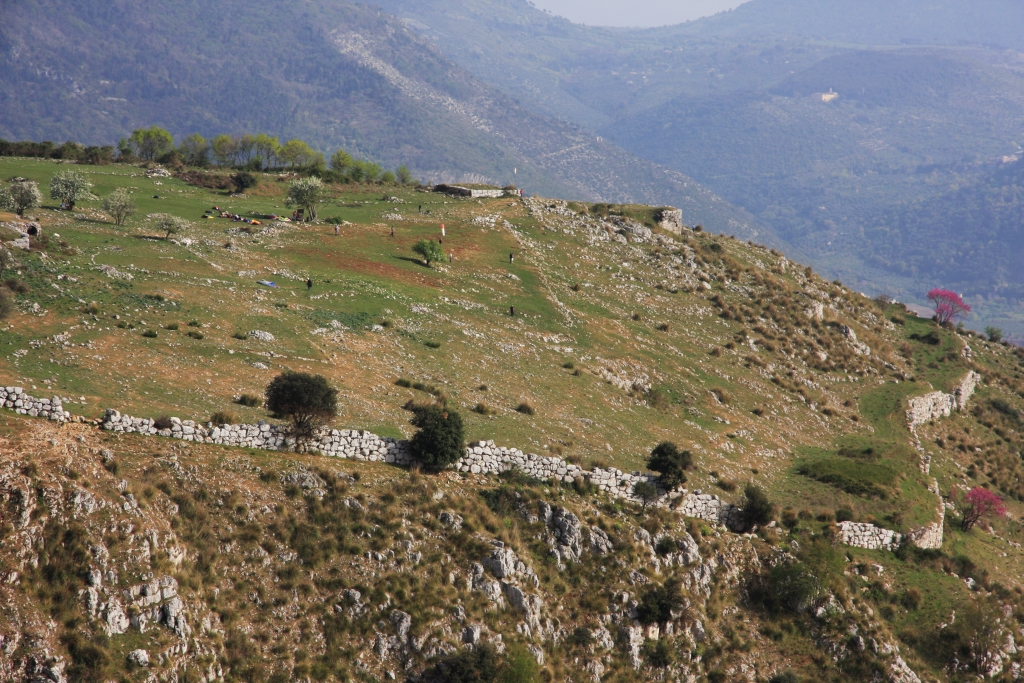
Ansicht des antiken Norba – der Mauerkranz ist gut erkennbar

Im römischen Bürgerkrieg zwischen Sulla und den Anhängern des Gaius Marius schlug sie sich jedoch auf die Seite der Verlierer. Folgt man dem römischen Geschichtsschreiber Appian, so wurden die Einwohner 81/82 v. Chr. von den Truppen Sullas unter Marcus Aemilius Lepidus belagert. Als er durch Verrat in die Stadt eindringen konnte, sollen die Einwohner Norba angezündet haben. Viele begingen Selbstmord. Der Feuersturm soll so stark gewütet haben, dass den Truppen Sullas nichts mehr zum Plündern übrig blieb. Die Stadt wurde nie wieder aufgebaut.

## Archäologie

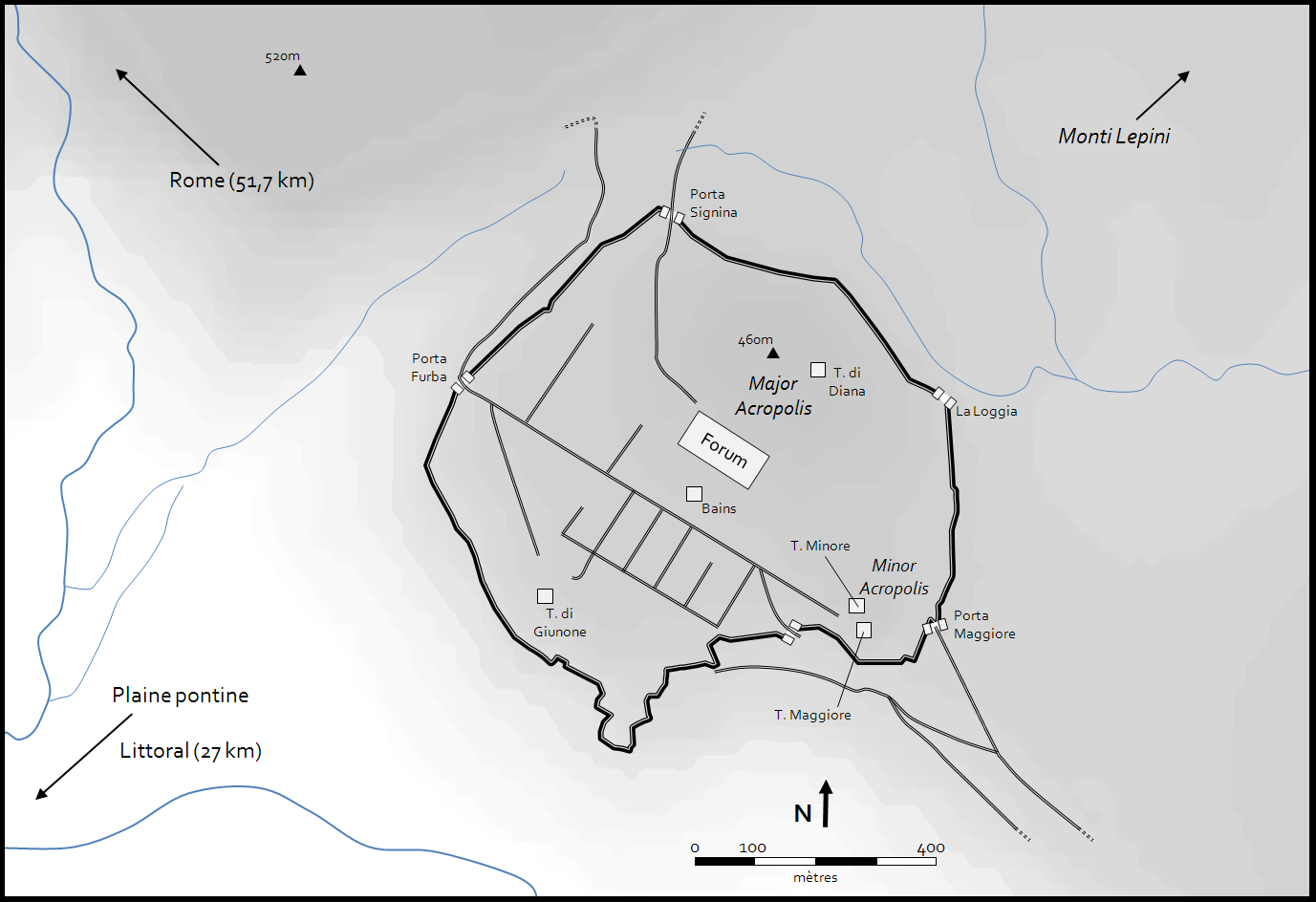
Plan der Ausgrabungen

Norba lag hoch über der pontinischen Küstenebene oberhalb des Steilabhangs der Lepinischen Berge. Ihre Ruinen sind direkt am westlichen Ortsrand von Norma zugänglich und gelten als eine der am besten erhaltenen vorrömischen Stadtanlagen. Lange Zeit lag die Stadtanlage weitgehend verschüttet da und war kaum noch zu erkennen. Seit 2011 werden die antiken Straßenzüge von Norba großflächig freigelegt, was zu eindrucksvollen Ansichten führt. Auch die verschiedenen Tore und die Fundamente wichtiger Bauwerke sind teilweise schon zu besichtigen. Die Ausgrabungskampagne soll noch einige Jahre andauern.
Sehenswert ist vor allem die 2,2 km lange mächtige Stadtmauer mit drei Stadttoren aus dem 4. Jahrhundert v. Chr. Besonders eindrucksvoll erscheint das Haupttor mit dem halbrunden Tor aus riesigen mörtellos ineinander verfugten Steinen. Diese Steine sind wohl der Anlass zu der Legende, die Stadt sei von den Zyklopen (Zyklopenmauer) oder auch von Herkules gegründet worden. Nachgewiesen sind auch Tempel der Juno und der Diana sowie zwei weitere Tempel. Im ehemaligen Rathaus von Norma ist ein Museum mit Funden aus Norba eingerichtet.